# 黄福

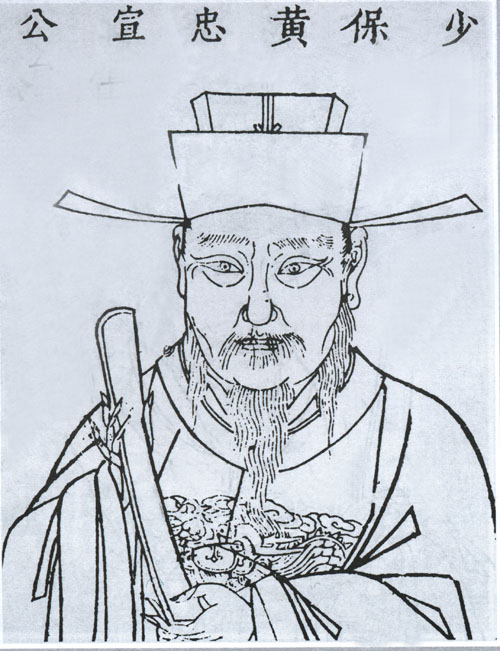
黄福

黄 福（こう ふく、1363年 - 1440年）は、明代の官僚。字は如錫、号は後楽。本貫は濰州昌邑県。

## 生涯
1384年（洪武17年）、郷挙により太学に入った。洪武年間に項城県主簿・清源県主簿・金吾前衛知事・龍江左衛知事・龍江左衛経歴を歴任した。1398年（洪武31年）4月、上書して国家の大計を論じ、洪武帝に認められ、工部左侍郎に抜擢された。12月、工部右侍郎となった。建文年間には建文帝に深く信任され、燕王朱棣が列挙した奸党29人の中に黄福が含まれていた。1402年（建文4年）6月、朱棣が南京に入ると、黄福は朱棣に降伏した。李景隆が黄福を奸党として指弾したが、朱棣は不問に付し、工部右侍郎の官に復帰させた。9月、黄福は工部尚書に進んだ。1405年（永楽3年）4月、工匠に対する扱いが非情であると陳瑛に弾劾され、北京行部尚書に転出した。1406年（永楽4年）、事件に連座して、逮捕されて獄に下され、事官に降格された。まもなく尚書の職にもどされ、ベトナム胡朝に対する遠征軍の糧食輸送を担当した。
1407年（永楽5年）、遠征軍が胡朝を滅ぼすと、黄福は交趾の布政使司と按察使司の事務を管掌するよう命じられた。黄福は交趾の賦税が不統一で公平を欠いていたことから、実情に合わせて減税するよう上奏した。また瀘江の北岸に沿って欽州にいたる各所に衛所を設け、駅站を置いて、往来の便宜を図るよう要請した。また開中法による塩の取引で、商人に穀物を輸送させ、軍糧を確保するよう求めた。さらに広西の民衆による食糧輸送では陸路の山道が険しいことから、広東からの海運に切り替えるよう提案した。いずれも永楽帝（朱棣）に許可された。黄福は交趾で戸籍を記録し、賦税を定め、学校を建て、官軍を置いた。鎮守中官の馬騏が寵をたのみにベトナムの民衆を虐待したので、黄福はたびたびこれを抑えた。馬騏は黄福に謀反の心があると誣告したが、永楽帝はその偽りを察して、不問に付した。1424年（永楽22年）、洪熙帝が即位すると、黄福は工部尚書として北京に召還され、詹事を兼ね、皇太子朱瞻基を補佐するよう命じられた。1425年（洪熙元年）、洪熙帝が死去すると、黄福は献陵の工事を監督した。
1426年（宣徳元年）、馬騏がベトナム人を刺激して再び反乱を起こさせた。ときに陳洽が黄福に代わって交趾の布政使司と按察使司の事務を管掌したが、黄福を交趾に呼び戻すよう重ねて上奏した。黄福は使者として南京に下向していたが、宣徳帝（朱瞻基）に召し出されて宮殿に赴き、再び交趾に下向するよう命じられた。工部尚書・兼詹事のまま、交趾の布政使司と按察使司の事務を管掌した。1427年（宣徳2年）、安遠侯柳升が敗死すると、黄福は交趾からの逃亡を図った。鶏陵関までいたって、反乱軍に捕らえられ、自殺しようとした。反乱側の羅拝に止められて保護され、黎利は人を派遣して黄福の帰国を送らせた。黄福は帰国すると、行在工部尚書となった。
1429年（宣徳4年）、黄福は平江伯陳瑄とともに運河の水運の事務にあたった。1430年（宣徳5年）8月、戸部尚書に転じた。1432年（宣徳7年）、宣徳帝は黄福の「漕事便宜疏」を宮中で回覧し、楊士奇にも示した。黄福は南京戸部尚書に転じた。1433年（宣徳8年）、南京兵部を兼掌した。1435年（宣徳10年）1月、英宗が即位すると、黄福は少保の位を加えられ、南京守備の襄城伯李隆の政務を補佐した。1440年（正統5年）1月5日、死去した。享年は78。1465年（成化元年）、太保の位を追贈された。諡は忠宣といった。著書に『安南事宜』1巻・『安南水程日記』2巻・『黄福家集』30巻があった。